# Żar (Łódź)
Żar [pronunciación en polaco: /ʐar/] Es un pueblo en el distrito administrativo de Gmina Kluki, dentro del  Distrito de Serłchatów, Voivodato de Łódź, en Polonia central. Se encuentra aproximadamente 7 kilómetros al suroeste de Kluki, 15 kilómetros al suroeste de Serłchatów, y 58 kilómetros al sur de la capital regional, Łódź.
El pueblo tiene una población de 170 habitantes.